# 4192 Breysacher
A 4192 Breysacher (ideiglenes jelöléssel 1981 DH) egy kisbolygó a Naprendszerben. Henri Debehogne,  Giovanni de Sanctis fedezte fel 1981. február 28-án.